# Казарян, Карлос Багратович
Ка́рлос Багра́тович Казаря́н (арм. Կառլոս  Ղազարյան, род. 4 сентября 1940, Баку) — армянский политический и военный деятель, генерал-майор (1990).
- 1962 — окончил военную академию им. Кирова (Орджоникидзе).
- 1968 — Московскую военную академию им. Фрунзе.
- 1975—1977 — академию МВД СССР.
- 1968—1969 — командир дивизии, а позже взвода.
- 1969—1970 — заместитель командира полка.
- 1970—1974 — начальник того же штаба.
- 1977—1983 — заместитель министра внутренних дел Армянской ССР.
- С 1990 — первый заместитель министра внутренних дел Армянской ССР.
- 1990—1991 — был министром внутренних дел Армении.
- 1991—1993 — служил в совете министров Армении.
- С 1993 — работал в аппарате министерства обороны Армении.
- 1997—1999 — заместитель главного военного инспектора при президенте Армении.
- 1999—2000 — вновь заместитель министра внутренних дел Армении.